# 高さ

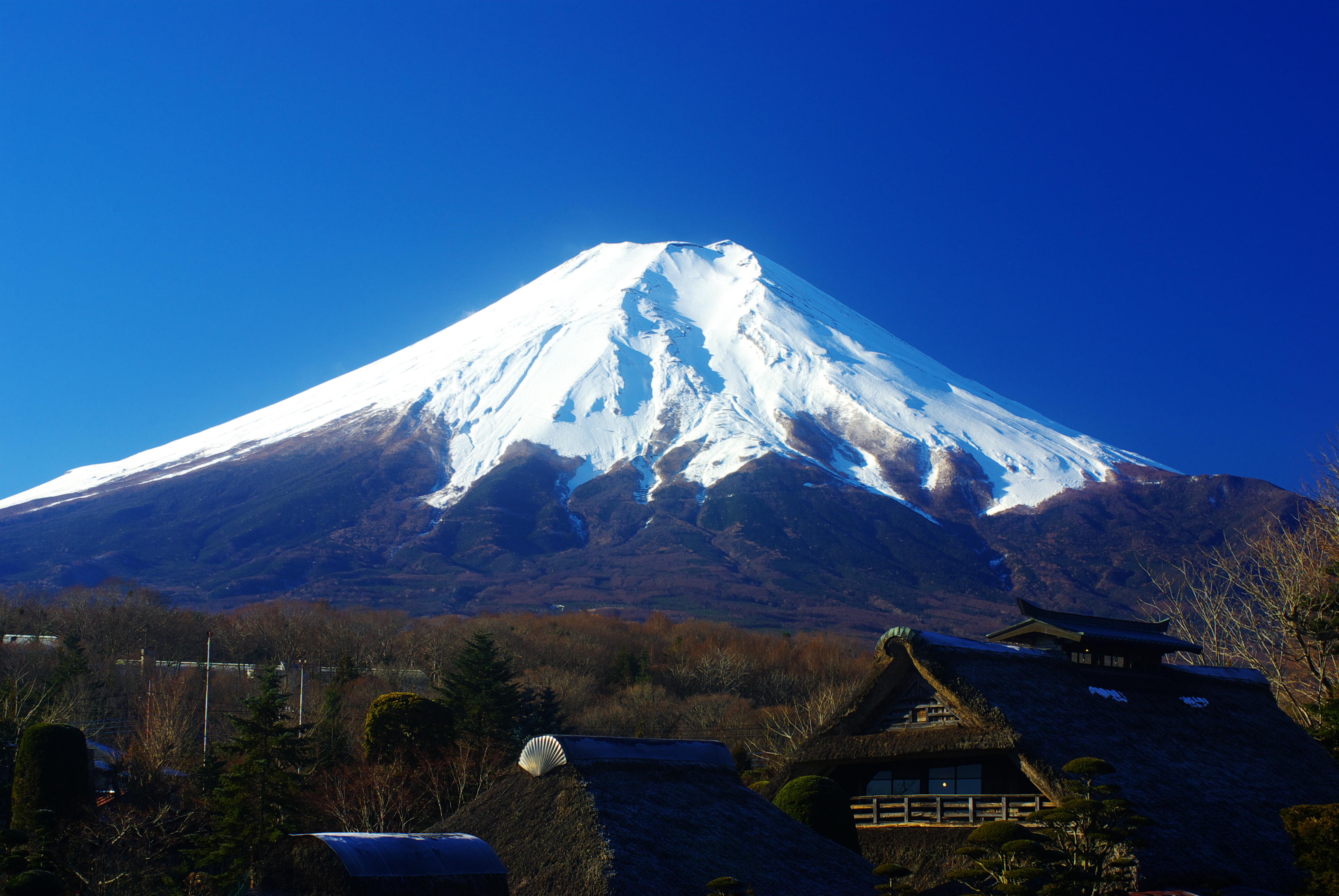
日本で一番高い山、富士山の高さは標高3,776メートル。

高さ（たかさ）とは、垂直方向の長さのことである。重力が働く環境下では、重力方向の長さを指す。また、空間的な物理量としての高さ以外に、温度・比率・頻度・価格なども「高さ」で表現するのが一般的である。
高さが大きいことを高い、高さが小さいことを低いと言う。

## 物理的な高さ

### 単位
高さの計量には、通常、長さと同じ単位が用いられる。国際単位系 (SI) ではミリメートル、センチメートル、メートル、キロメートル等である。
メートル法では地理的な高さはメートルで表す。明確な区別はないが、10キロメートル程度より上の高さはキロメートルで表す。距離同様、メガメートル以上の単位は使わない。尺貫法では、高さの単位には、値がどんなに大きくなっても尺以下の単位が用いられる。例えば日本アルプスの高さは「一万尺」のようにいう。ヤード・ポンド法では高さにはもっぱらフィートが用いられており、ヤードが用いられることはほとんどない。

### 標高

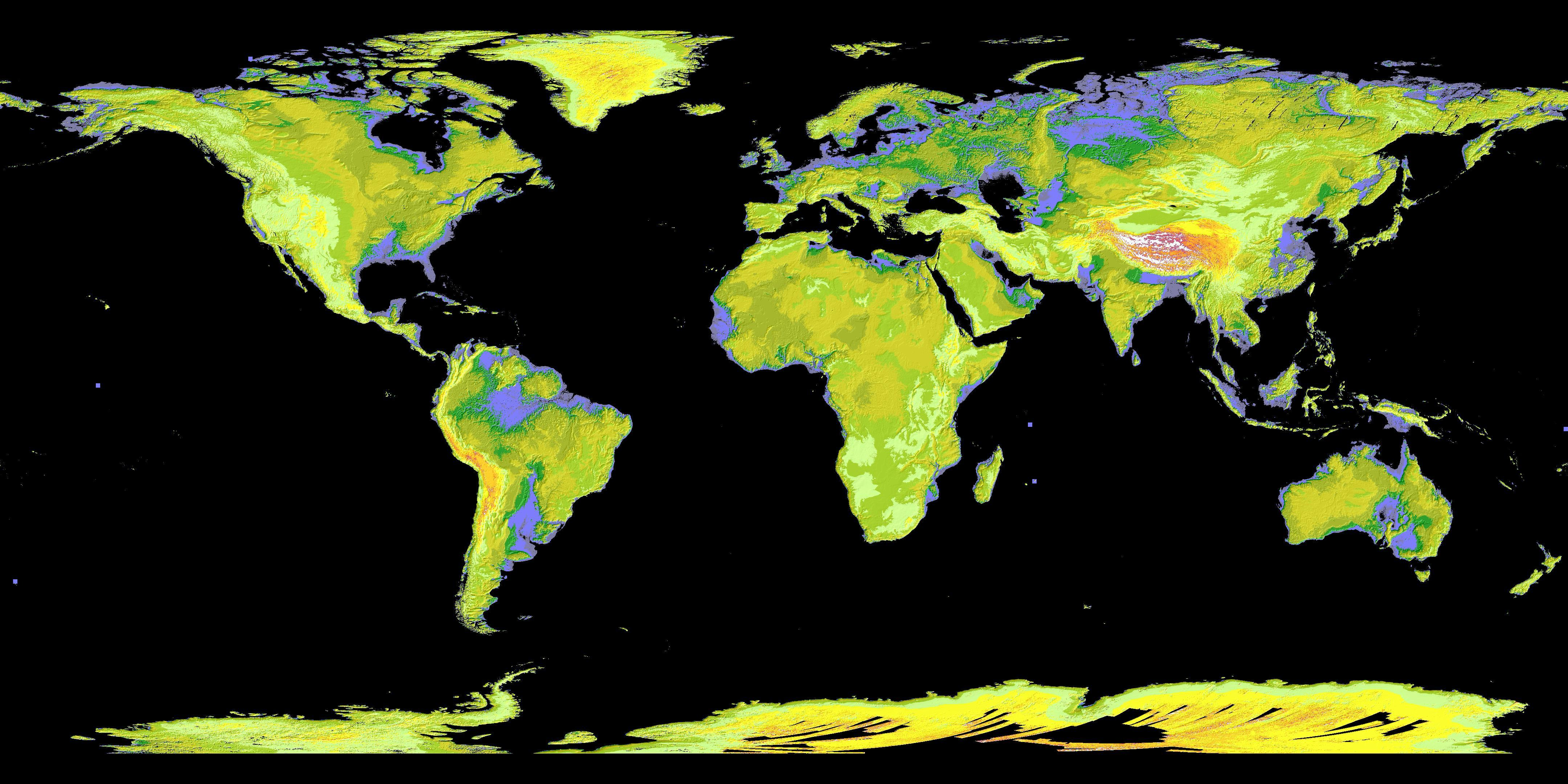
全地球の標高レリーフマップ

地理での高さは平均海面からの高さである標高（ひょうこう）が用いられることが多い。任意の2地点をとった場合、両地点の標高の差を比高（ひこう）という。地誌学では、ある山や丘の頂上について、その頂上を囲む等高線の中でその頂上よりも高い地点を含まない最も低い等高線からの比高のことをプロミネンスという。
日本では、本土から遠く離れた離島における標高を除いて、東京湾の平均海面である「東京湾平均海面 (T.P.)」 を標高の基準としている。実際の測量の基準点としては、かつて参謀本部の陸地測量部が存在していた敷地内である国会前庭に設置された日本水準原点を用いている。
なお、海抜（かいばつ）も高さを表す表現で、一般的には「標高」と同じように用いられているが、東京湾ではなく近くの港湾などの平均海面を基準としている。津波対策や低地対策、高潮対策などでは東京湾よりも近隣海面との比較が重要なため、各地点の海抜表示看板や「海抜ゼロメートル地帯」という言葉などにおいては「海抜」を用いるのが一般的である。
地球以外の天体では、海面が存在しないので、海面の代わりに使う適当な基準面を天体ごとに定義する。
平面上の地図では等高線で標高を表すことが多い。地理情報システムでは、数値標高モデル（DEM)による離散的な標高値がよく用いられる。
2018年に、土地の高さを示す標高の決め方について国は、135年にわたって続けてきた手作業による水準測量から、人工衛星などを使ってより早くデータが得られる衛星測量に変えることを決定し、6年後をめどに一般にデータが提供される見通しであると発表した。

### 水深
平均水面から、水中のある位置までの長さを、深さ（ふかさ）・深度（しんど）・水深（すいしん）という。海の場合は、海底の標高からマイナスを取った数値である。湖や川の場合は、平均湖面の標高から水深を引けば水底の標高になる。あるいは、平均湖面標高から水底の標高を引けば水深になる。
海岸や湖沼の水深は等深線で表す。

### 水位
潮の干満・高潮・津波・洪水・渇水など、水面（又は海面）の高さに注目するとき、その水面の高さを水位（すいい）という。水位を表現するときには標高を用いず、その地域特有の任意の基準高さから測った高さによって表すことがある。河川が堤防からあふれる危険がある水位を危険水位という。
水面（又は海面）だけでなく、ポットやボイラーのような容器内の水面についても使うことがある。

### 地上高
地上に存在する物体における地表面から測定点までの垂直距離を地上高（ちじょうこう）という。屋外看板や無線アンテナなどの高さによく用いられ、これは設置地上高（せっちちじょうこう）ともいう。アンテナでは地上から給電点までの垂直距離をいう。
一般的に地上高という用語は、むしろ地面からの最大高さに用いられることが多い。建築物における地上高とは、建築物が接する最低の地盤面から建築物の一番高い箇所までの垂直距離である。立木の地上高も同様である。

#### 最低地上高
最低地上高（さいていちじょうこう）とは自動車用語で、水平な地表面から車体の一番低い箇所までの垂直距離をいう。

#### 規格地上高
はしご付消防車の規格地上高（きかくちじょうこう）は、要約すると無負荷状態ではしごを最大起立・最大伸長した際のはしご最上段の横桟の中心もしくはバスケットの支持ピンまでの地表面からの垂直距離をいう。はしご車はこの規格地上高によって級別に分類され、消防機関が消防車を調達する際の総務省消防庁による国家補助の基準額が決まってくる。

### 高度
空中にある測定点の高さをいう場合は、「高度」（Altitude）の用語を用いることが多い。このため航空機が飛行する高さについても「高度」を用いる。通常は、その地点の海面からの高さ、すなわち「海抜」で表示する。海面からではなく、地表面から測った高度を、「対地高度」（たいちこうど）という。

## 数学
二次元図形の高さは、ある一辺を底辺とした場合に、その底辺を含む直線から最も遠い図形上の点までの距離である。
例えば、三角形の場合は、任意に1つ選んだ底辺に対し、それに属さない第3の頂点から底辺に下ろした垂線の長さが高さである。台形（平行四辺形を含む）の場合は、平行な辺の組の片方を底辺とし、平行な2辺間の距離が高さである。
三次元図形の場合は同様に、ある一面を底面とした場合に、その底面を含む平面から最も遠い図形上の点までの距離が高さである。円錐・角錐なら、頂点から底面に下ろした垂線の長さである。円錐台・角錐台なら、平行する2面間の距離である。